# Albrecht-Route

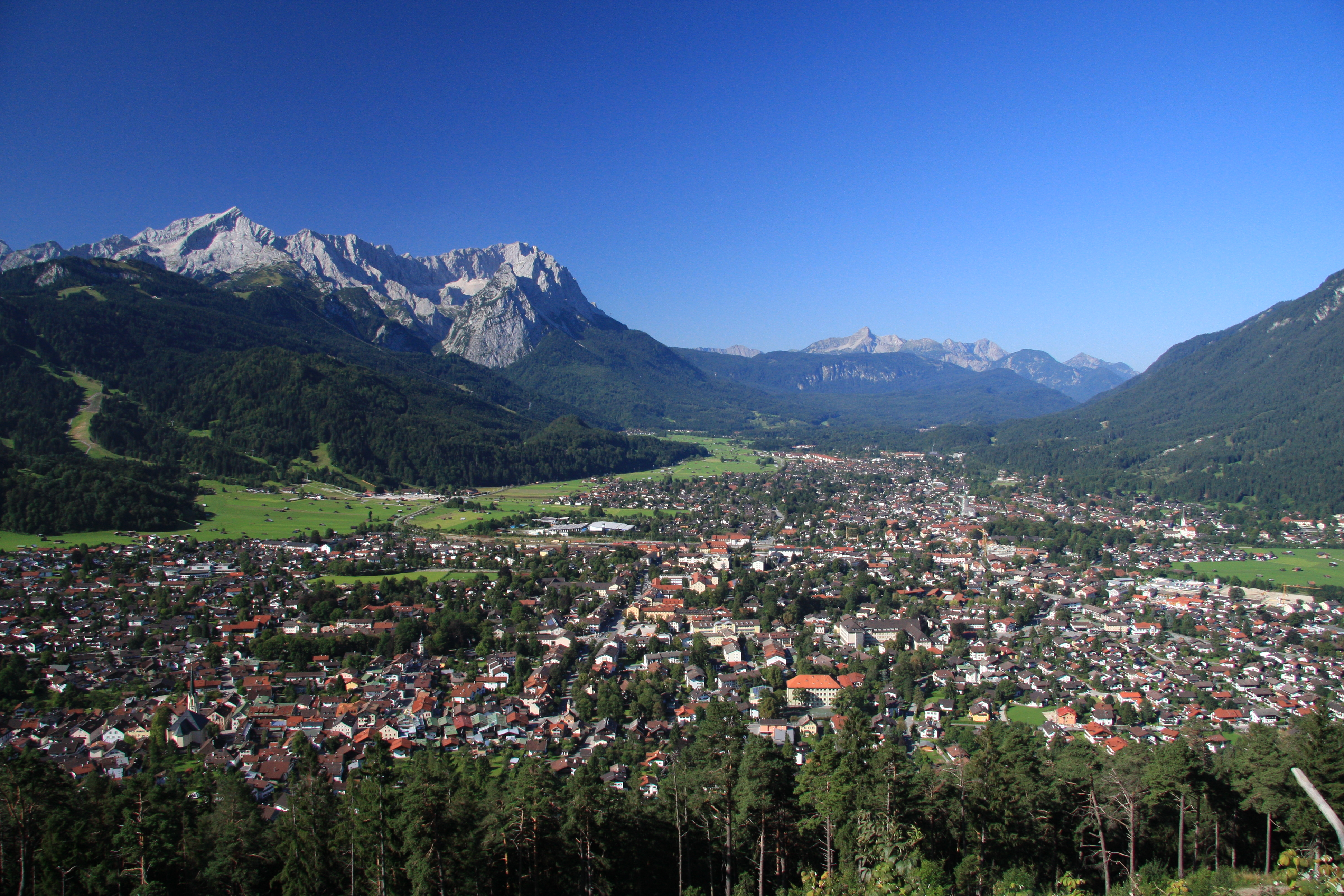
Nördlicher Ausgangspunkt der Tour in Bayern ist Garmisch-Partenkirchen unter der Zugspitze (links). Die Albrecht-Route führt rechts davon vorbei.

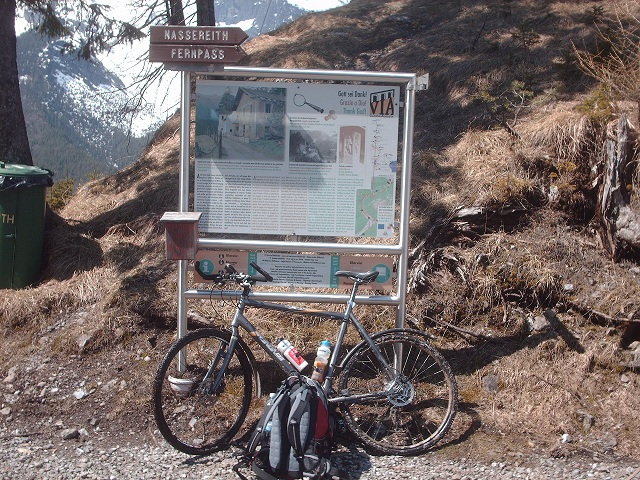
Der erste Pass ist der Fernpass mit 1.270 Metern Höhe, allerdings nicht auf der Hauptverkehrsstraße, sondern auf der alten römischen Trasse, der Via Claudia Augusta, die für Wanderer und Radtouristen wieder hergestellt wurde.

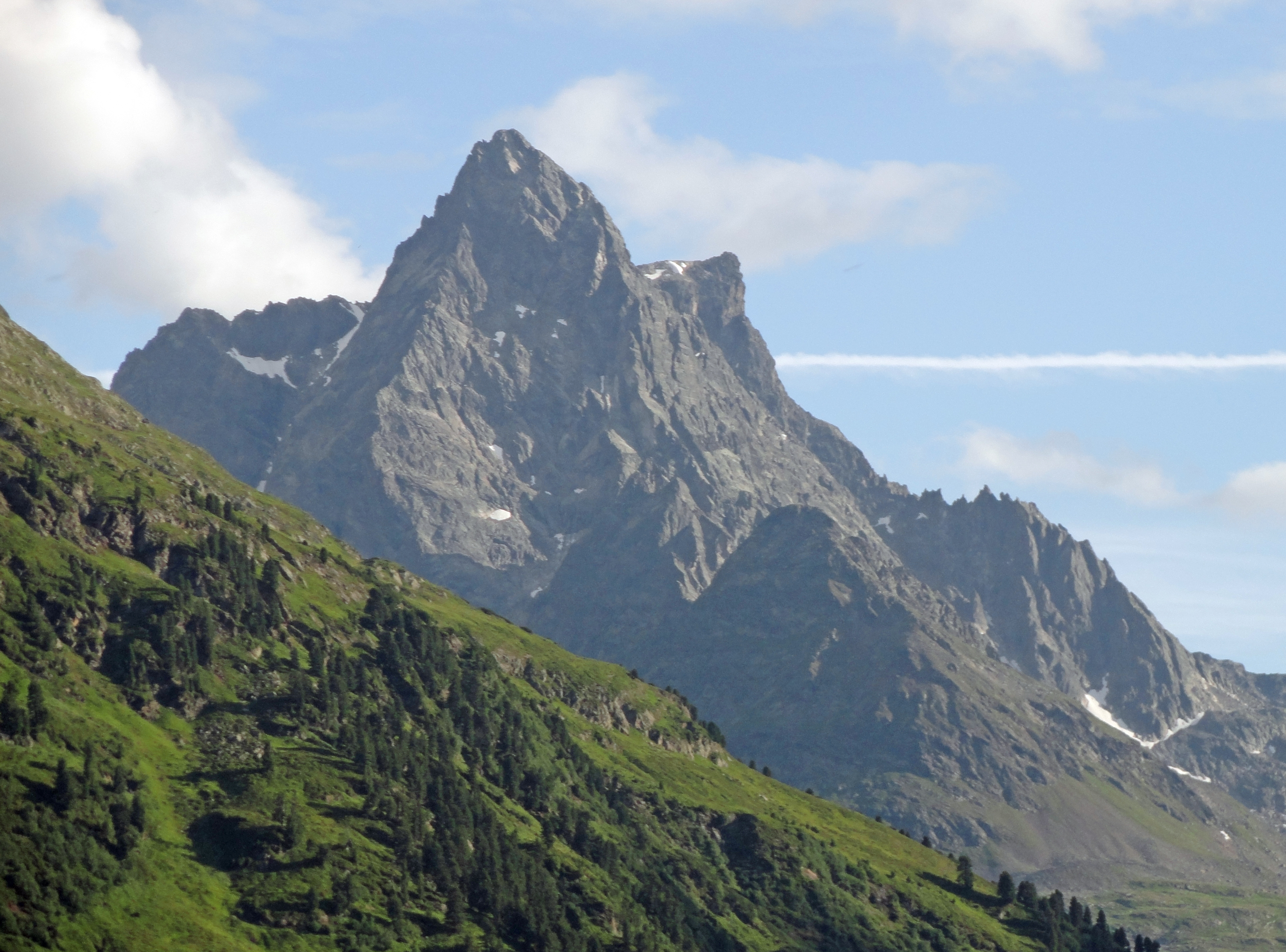
Die westliche Umfahrung des Patteriol im eher stillen Verwallgebirge prägt die zweite Etappe der Albrecht-Route.

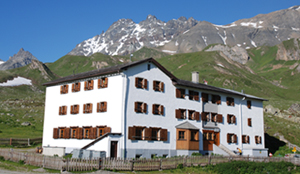
Die Heidelberger Hütte und die Fluchthörner der Silvretta sind die wichtigen Bilder des dritten Tourentages.

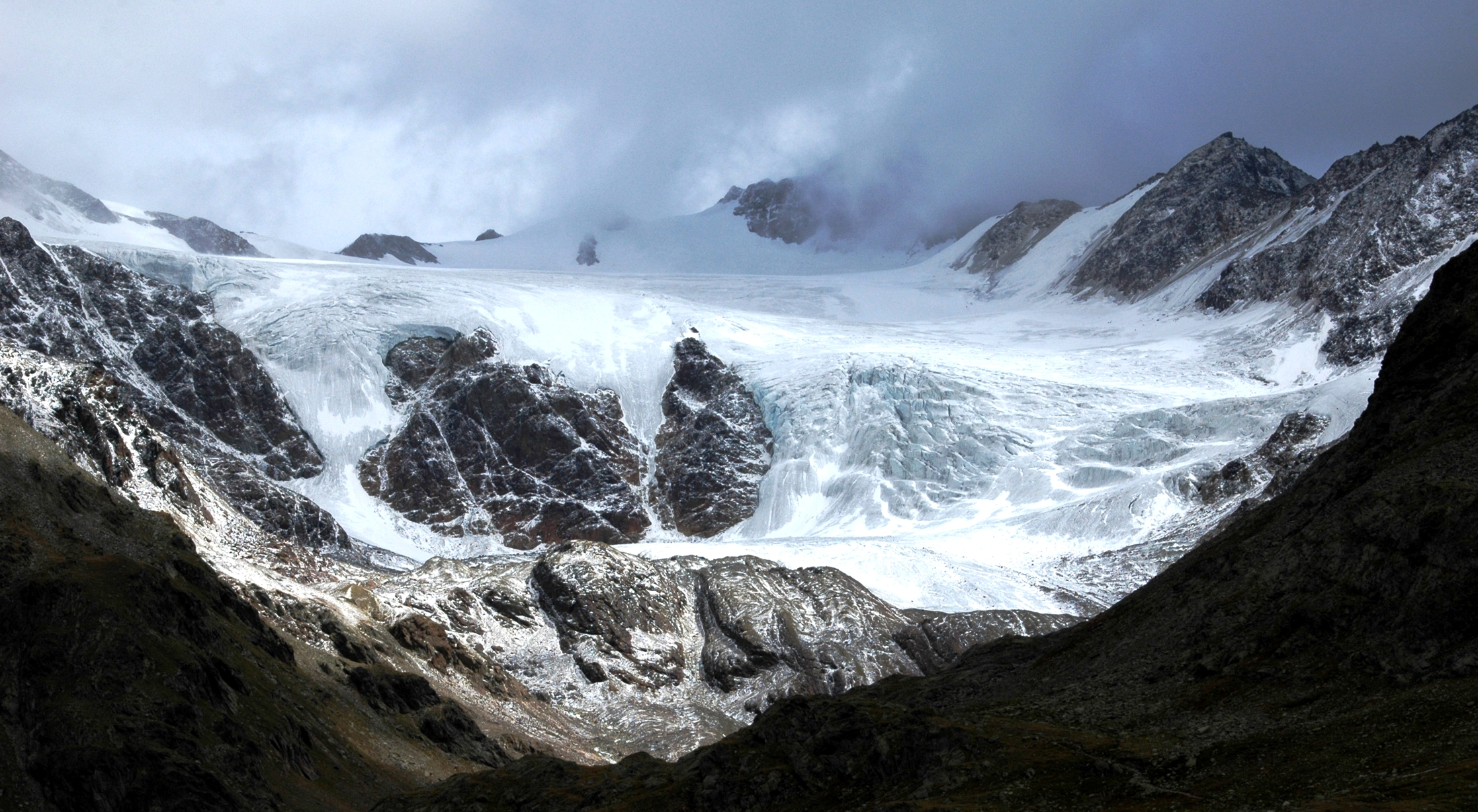
Blick in eine Gletscherlandschaft vom Gaviapass

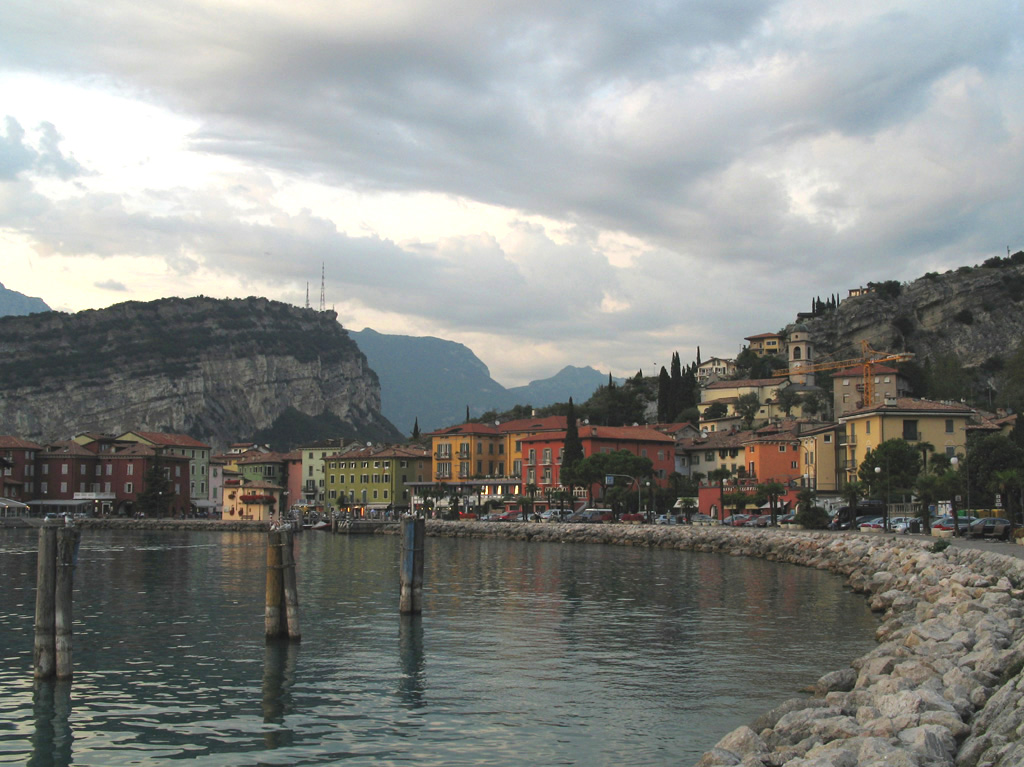
Das südliche Ziel der Albrecht-Route ist Torbole am Gardasee

Die Albrecht-Route ist eine Mountainbike-Strecke, die in sieben Tagen durch Hochgebirgsregionen der Alpen von Garmisch-Partenkirchen nach Torbole am Gardasee führt.

## Strecke

### Profil und Charakteristika
Es handelt sich um eine Alpenüberquerung, auch Transalp genannt. Sie wurde von Andreas Albrecht ausgearbeitet und im Jahr 2004 das erste Mal auf seiner Website veröffentlicht. Unter den zahlreichen Alpencross-Routen gilt sie als Klassiker. Im Hintergrund standen Routen ähnlicher Art von Andreas Heckmair (Heckmair-Route, 1989) und Achim Zahn (Joe-Route, 1995), die ebenfalls beide in Bayern starten und am Gardasee enden. Alle derartigen Routen sind nicht eigens ausgeschildert, sind nur im Sommer fahrbar, führen ins Hochgebirge und nehmen Schiebestrecken in Kauf. Die Albrecht-Route überwindet auf einer Strecke von rund 490 km eine Höhendifferenz von knapp 12.000 Höhenmetern.
Diese Strecke ist zum großen Teil fahrbar und hat relativ wenige Schiebe- bzw. Tragepassagen, wobei das natürlich auch stark von der jeweiligen individuellen fahrtechnischen und konditionellen Leistungsfähigkeit des Fahrers abhängt.

### Varianten
Für die Albrecht-Route existieren neben der 7-tägigen Hauptroute verschiedene Abkürzungen und Alternativstrecken, um etwa im Falle schlechten Wetters oder Schnees auf den hohen Pässen weiterzukommen.
Aus Naturschutz- und Sicherheitsgründen wurde im Jahr 2015 eine kleine Anpassung der Route vorgenommen.
Inzwischen gibt es auch eine Variante, die mit modernen eMountainbikes befahren werden kann und keine Tragepassagen enthält. Seit 2019 existiert auch eine Variante, die für Gravelbikes geeignet ist.

### Routenbeschreibung
Die 7-tägige Hauptroute gliedert sich in der ursprünglichen Version aus dem Jahre 2004 in die folgenden Etappen:
1. Etappe: Garmisch-Partenkirchen – Landeck (Tirol)
- Länge: 76 Kilometer
- Höhenmeter: 920
- Strecke: Garmisch-Partenkirchen (707 Meter) – Ehrwald – Alter Fernpass (1270 Meter) – Imst – Landeck

2. Etappe: Landeck – Fimbertal
- Länge: 75 Kilometer
- Höhenmeter: 2.200
- Strecke: Landeck – St. Anton am Arlberg – Konstanzer Hütte – Verwalltal – Heilbronner Hütte (2320 Meter) – Zeinisjoch – Galtür – Ischgl – Bodenalpe

3. Etappe: Fimbertal – Val Müstair
- Länge: 60 Kilometer
- Höhenmeter: 2.000
- Strecke: Bodenalpe – Heidelberger Hütte – Fimberpass  (2608 Meter) – Sent – Scuol – S-charl – Pass da Costainas (2252 Meter) – Val Müstair

4. Etappe: Münstertal – Grosio
- Länge: 80 Kilometer
- Höhenmeter: 1.500
- Strecke: Münstertal – Döss Radond (2234 Meter) – Lago di Cancano – Torri di Fraele – Passo di Verva (2304) –  Eita – Grosio

5. Etappe: Grosio – Ponte di Legno
- Länge: 45 Kilometer
- Höhenmeter: 2.200
- Strecke: Grosio – Le Prese – Val Rezzalo – Passo dell’Alpe (2463 Meter) – Gaviapass (2652 Meter) – Pezzo

6. Etappe: Pezzo – Madonna di Campiglio
- Länge: 60 Kilometer
- Höhenmeter: 2.200
- Strecke: Pezzo – Montozzoscharte (2613 Meter) – Peio – Val di Sole – Dimaro – Madonna di Campiglio

7. Etappe: Madonna di Campiglio – Gardasee
- Länge: 73 Kilometer
- Höhenmeter: 850
- Strecke: Madonna di Campiglio –  Val d’Agola – Passo Bregn de l'Ors (1836 Meter) – Stenico – Ponte Arche – Sarche – Arco – Torbole

## Filme
- Roland Schymik (2008): Transalp auf der Albrecht-Route. DVD-Video im Format 16:9. Gesamtspielzeit 60 Minuten +Extras (Trailer, Alternativrouten, Übersichtskarte). Sprachen deutsch/englisch.[7]